# Moriucsi Hiroki
Moriucsi Hiroki (森内 寛樹; Hepburn: Moriuchi Hiroki; 1994. január 25.–) művésznevén Hiro japán énekes, a My First Story együttes frontembere, egyik dalszerzője és dalszövegírója.

## Élete és pályafutása
Szülei, Mori Sinicsi és Mori Maszako híres enkaénekesek. Két bátyja van, a legidősebb, Takahiro a One Ok Rock együttes frontembere, a másik, Tomohiro a TV Tokyonál dolgozik. 2005 áprilisában szülei elváltak, Takahiro felügyeletét az édesanyjuk kapta, míg Tomohiro és Hiroki az édesapjuknál maradtak.
2002 decemberében, nyolcévesen szerződött le a Johnny's Entertainment ügynökséggel, ahol a Johnny's Junior elnevezésű gyakornokcsapat legfiatalabb tagja lett. 2005-ig maradt az ügynökségnél.
2011-ben lett a My First Story együttes frontembere.
2021. január 20-án jelent meg első szólóalbuma Sing;est címmel a Universal Music Japan kiadásában. Tíz olyan dal feldolgozását tartalmazza, amelyeket eredetileg énekesnők adtak elő.

## Diszkográfia
| Cím      | Adatok                                                           | Legmagasabb helyezés | Legmagasabb helyezés | Eladás          |
| Cím      | Adatok                                                           | Oricon               | JPN Hot              | Eladás          |
| -------- | ---------------------------------------------------------------- | -------------------- | -------------------- | --------------- |
| Sing;est | - Kiadás dátuma: 2021. január 20. - Kiadó: Universal Music Japan | 7                    | 5                    | - Japán: 21 711 |

## Díjak és elismerések
| Díjátadó           | Év   | Kategória            | Jelölt     | Eredmény | Hiv.   |
| ------------------ | ---- | -------------------- | ---------- | -------- | ------ |
| Japan Record Award | 2023 | legjobb dalszövegíró | I'm a Mess | Elnyerte | [ 11 ] |